# Bukta
Bukta är ett bebyggt område vid botten av Gloppefjorden, söder om centrum i centralorten Sandane i Gloppens kommun i Vestland fylke i västra Norge.
Vid fjorden ligger Sandane camping, och norr om campingplatsen börjar Bukta djurskyddsområde, som sträcker sig mot Gloppeelva och består av det delta som älven skapat.